# Посольство України в США

Консульські округи України в США

Посольство України в Сполучених Штатах Америки — дипломатична місія України у Вашингтоні.

## Історія дипломатичних відносин

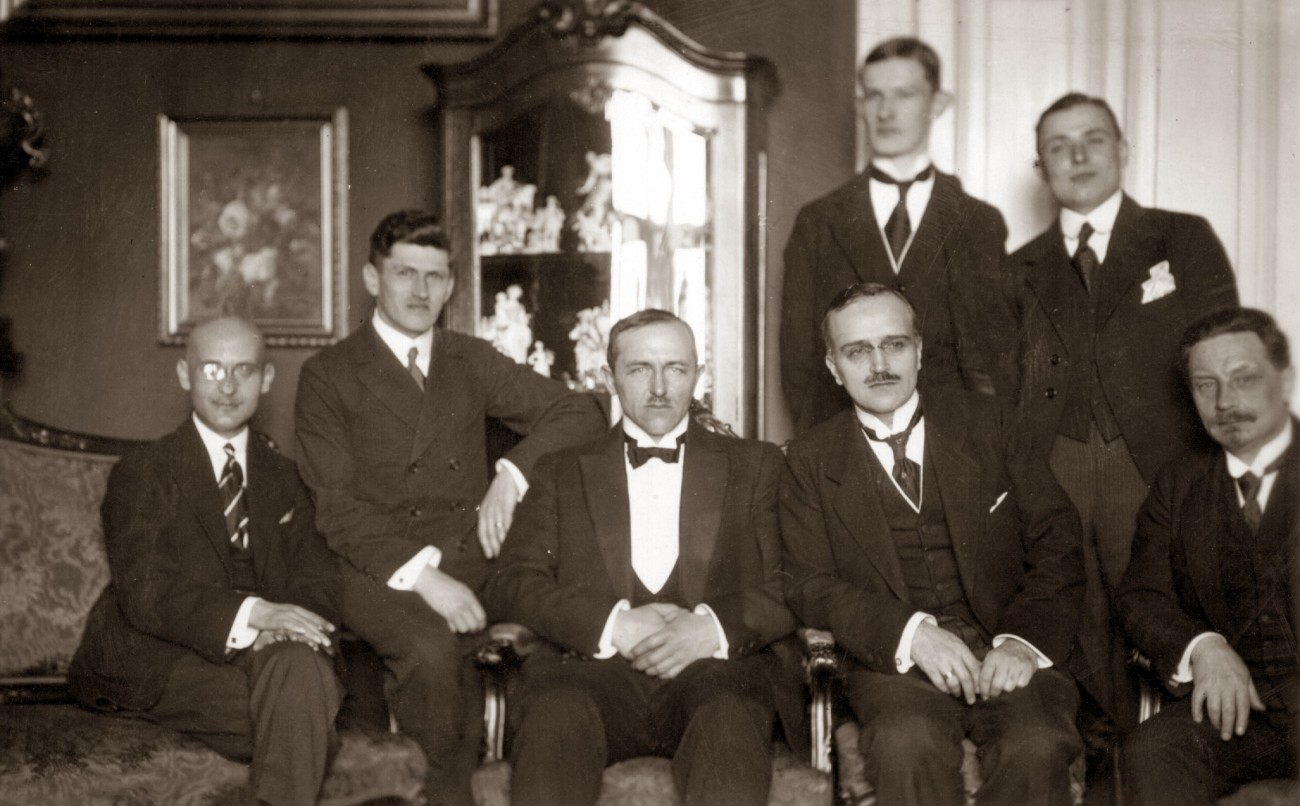
Група співробітників посольства УНР у Вашингтоні, США, 1919

Історія американсько-українських дипломатичних відносин починається 1919 року, коли відповідно до ухвали Директорії від 9 січня 1919 та згідно з наказом № 6 по Міністерству закордонних справ УНР від 11 січня 1919 р. до складу Надзвичайної дипломатичної місії УНР до Сполучених Держав Північної Америки яку очолив Голіцинський Євген Миколайович, увійшли Лонгин Цегельський, Юліан Бачинський, Максим Гехтер — радниками, Віктор Козакевич — секретарем, Андрій Шумицький та Євген Слабченко — аташе, Ілля Борщак та Мойсей Кадець — урядовцями. Лонгина Цегельського, практично одразу змінив Ілля Епштайн. 8 квітня 1919 року Директорія ухвалила відкликати Євгена Голіцинського з посади. Залишаючи Місію, він передав 20 травня 1919 керівництво радникові місії Юліанові Бачинському в статусі «тимчасово виконувача обов'язків Голови».
Прибувши до США Надзвичайна місія УНР почала роботу у складі в.о. Голови Місії Юліана Бачинського, секретаря місії Віктора Козакевича, секретар д-р Мойсея Кадеця, торговельно-фінансового агента Імханицького.
США визнали Україну 26 грудня 1991.
Зі встановленням дипломатичних відносин 3 січня 1992 року між Україною та США, почалася робота над створенням українського посольства. Організацією українського представництва в США займався представник України в ООН Геннадій Удовенко, перший секретар українського представництва в ООН Сергій Кулик та співробітник посольства СРСР Ігор Дунайський. Приміщення для представництва України в ООН було придбано по 51-й стріт в Нью-Йорку. Перепланування та капітальний ремонт в ньому зробив американець українського походження Мирон Кукуруза.
До кінця 1992 року посольство України в США розміщувалося в офісі американського бізнесмена українського походження Юрія Чопівського. Він виділив три кімнати свого офісу в центрі Вашингтону.
Сергій Кулик — призначається тимчасовим повіреним у справах України в США, до призначення послом Олега Білоруса.
Першими співробітниками посольства були Віктор Крижанівський, який після проголошення Україною незалежності був призначений першим генеральним консулом України в Нью-Йорку; Олександр Буцько і Юрій Шевченко, які відповідали за контакти з українською діаспорою та американською громадою. А також Володимир Єльченко, Анатолій Олійник, Анатолій Купріян.

## Історія будинку посольства

Будівля Форест-Марбері у Вашингтоні, США, 1860

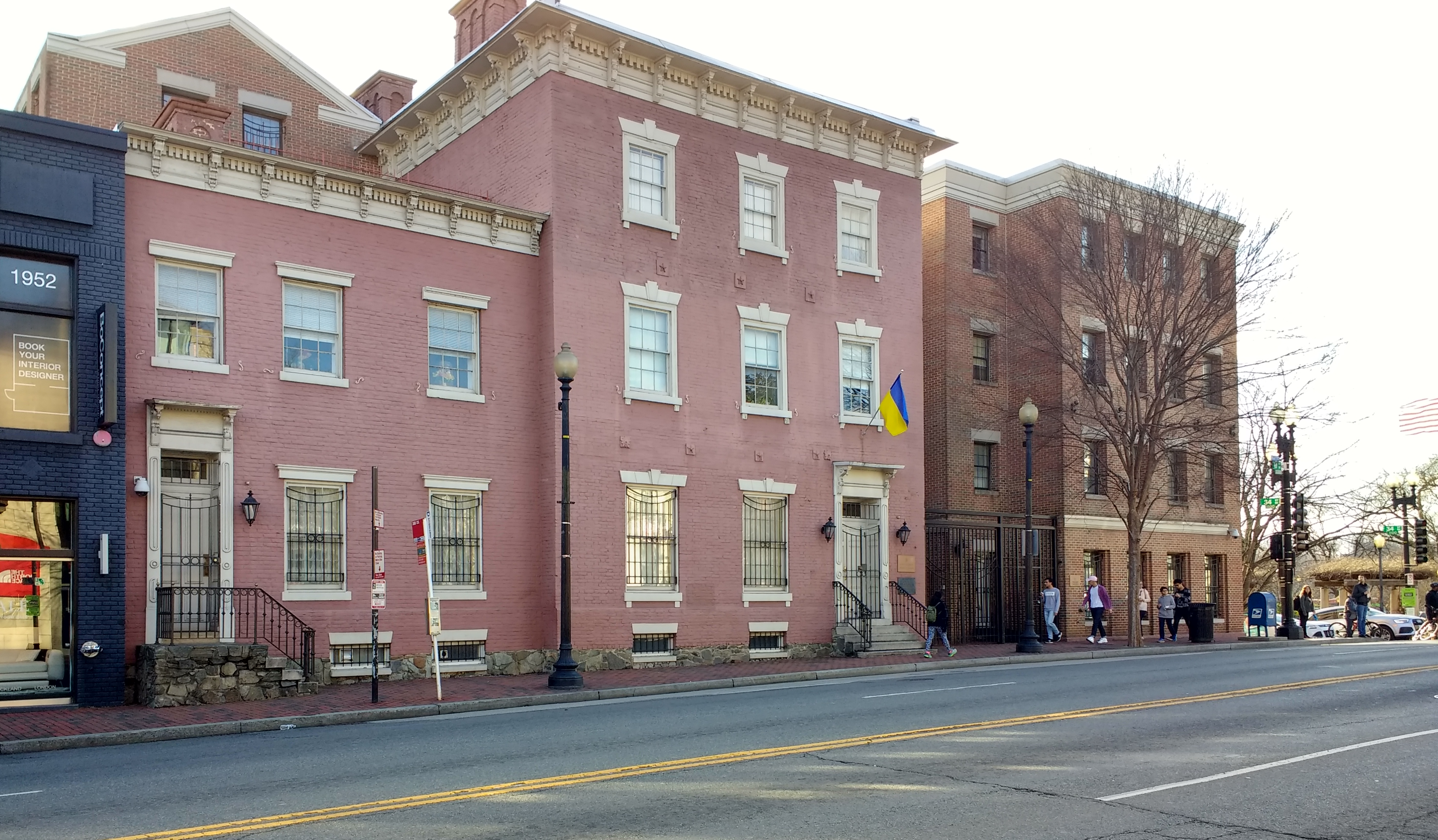
Посольство України у Вашингтоні, США, 2018

Будинок Посольства України в США з видом на річку Потомак, починає свою історію з 1788 року, коли було розпочато його будівництво, Бенджаміном Стоддертом — першим секретарем Військово-морського флоту США.
З 1793 по 1794 у будинку мешкав, герой війни за незалежність США генерал Форест, який втратив ногу внаслідок поранення під час битви за Джермантаун та був третім мером Джорджтауну. В цей час, Континентальний конгрес, який засідав у Філадельфії, вирішив, що нова столиця США повинна бути на березі річки Потомак. Конгрес доручив президенту Джорджу Вашингтону знайти відповідне місце.
Генерал Форест сприяв Джорджу Вашингтон в укладенні угоди з 19-ма власниками земельних ділянок про передачу цих ділянок уряду для заснування нової столиці. Угода між Вашингтоном та власниками землі була підписана, під час вечері, організованої Форестом в його будинку 29 березня 1791 року. Таким чином, будинок Фореста-Марбері — одна з найвизначніших пам'яток американської історії та місце народження столиці США Вашингтона. Після перенесення столиці на береги Потомака місто почало прискорено розвиватися . У 1792 році було розпочато будівництво Білого дому, у 1793 році — Капітолія, у 1789 — Джорджтаунського університету.
6 грудня 1800 року Вільям Марбері, прихильник президента Джона Адамса, придбав будинок за 2.250 фунтів.
200 років потому будинок Фореста-Марбері було відреставровано, а його інтер'єр відтворено за допомогою автентичних матеріалів.
31 грудня 1992 року Уряд України придбав будинок для розміщення в ньому Посольства України. Придбання стало можливим завдяки зусиллям та пожертвам Координаційного Комітету допомоги Україні, Української кредитної спілки «Самопоміч», Української побратимської асоціації та інших організацій, а також багатьох представників української громади США.
27 червня 1997 року в будинку було відкрито меморіальну кімнату Президента Джорджа Вашингтона.

## Керівники дипломатичної місії
| N    | Країна  | Посол                                                      | Зображення | Інформація                             |
| ---- | ------- | ---------------------------------------------------------- | ---------- | -------------------------------------- |
| ГДМ  | УНР     | Голіцинський Євген Миколайович (англ. Yevhen Holitsynsky)  |            | (1918—1919) Голова дипломатичної місії |
| ГДМ  | УНР     | Бачинський Юліан Олександрович (англ. Yulian Bachynsky)    |            | (1919—1921) Голова дипломатичної місії |
| т.п. | Україна | Кулик Сергій Володимирович (англ. Sergiy Kulyk)            |            | (1992) Тимчасовий повірений            |
| 1    | Україна | Білорус Олег Григорович (англ. Oleh Bilorus)               |            | (1992—1994) Посол                      |
| 2    | Україна | Щербак Юрій Миколайович (англ. Yuriy Shcherbak)            |            | (1994—1998) Посол                      |
| 3    | Україна | Бутейко Антон Денисович (англ. Anton Buteyko)              |            | (1998—1999) Посол                      |
| 4    | Україна | Грищенко Костянтин Іванович (англ. Kostyantyn Gryshchenko) |            | (2000—2003) Посол                      |
| 5    | Україна | Резнік Михайло Борисович (англ. Mykhailo Reznik)           |            | (2003—2005) Посол                      |
| т.п. | Україна | Корсунський Сергій Володимирович (англ. Sergiy Korsunsky)  |            | (2005—2006) Тимчасовий повірений       |
| 6    | Україна | Шамшур Олег Владиславович (англ. Oleh Shamshur)            |            | (2006—2010) Посол                      |
| 7    | Україна | Моцик Олександр Федорович (англ. Olexander Motsyk)         |            | (2010—2015) Посол                      |
| т.п. | Україна | Брисюк Ярослав Володимирович (англ. Yaroslav Brisiuck)     |            | (2015) Тимчасовий повірений            |
| 8    | Україна | Чалий Валерій Олексійович (англ. Valeriy Chaliy)           |            | (2015—2019) Посол                      |
| т.п. | Україна | Яневський Андрій Сергійович (англ. Andriy Yanevskiy)       |            | (2019) Тимчасовий повірений            |
| 9    | Україна | Єльченко Володимир Юрійович (англ. Volodymyr Yelchenko)    |            | (2019—2021) Посол                      |
| 10   | Україна | Маркарова Оксана Сергіївна (англ. Oksana Markarova)        |            | (2021-) Посол                          |

## Структура посольства

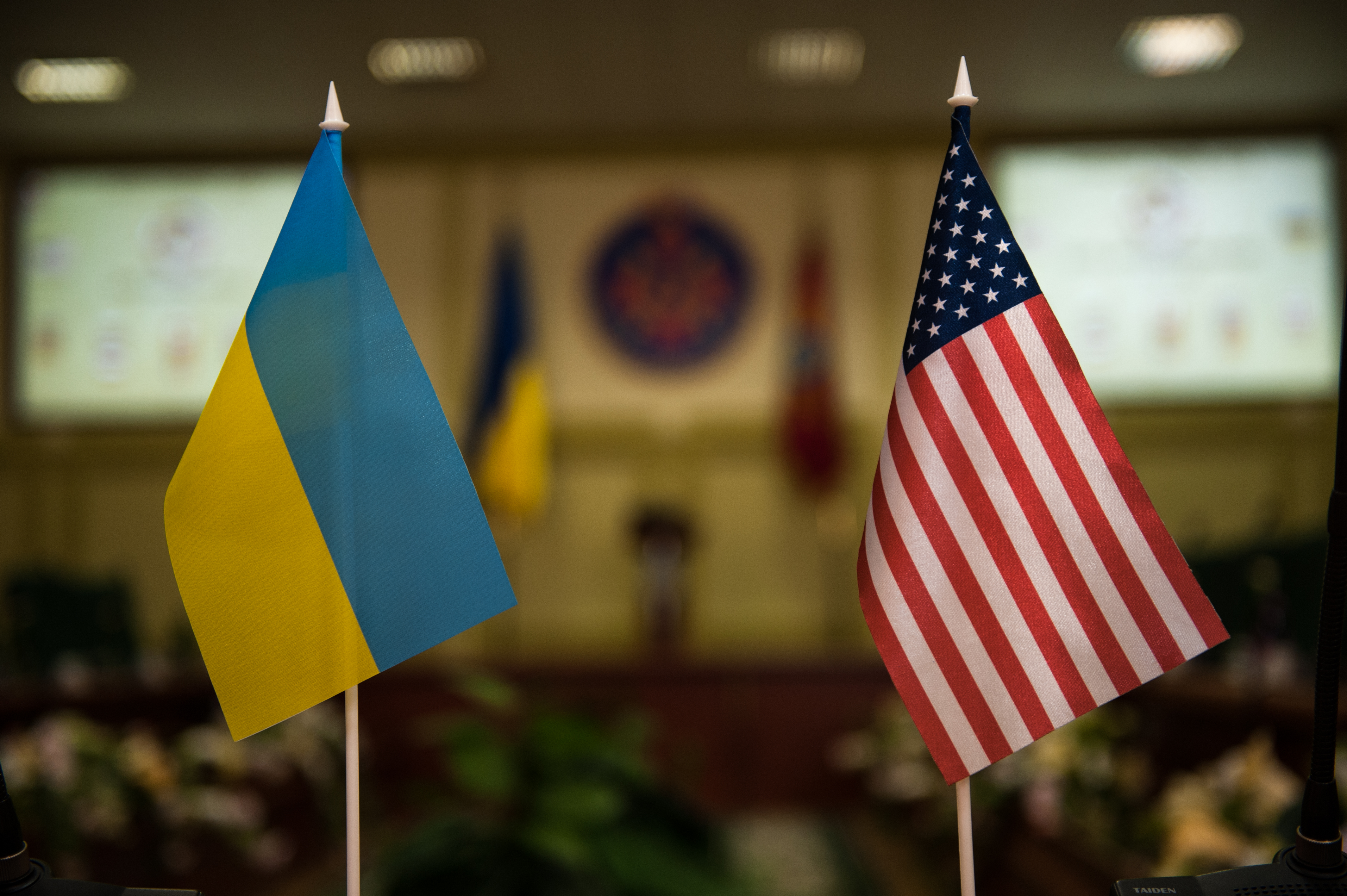
Прапори України та США

- Радник-посланник та заступник Глави місії

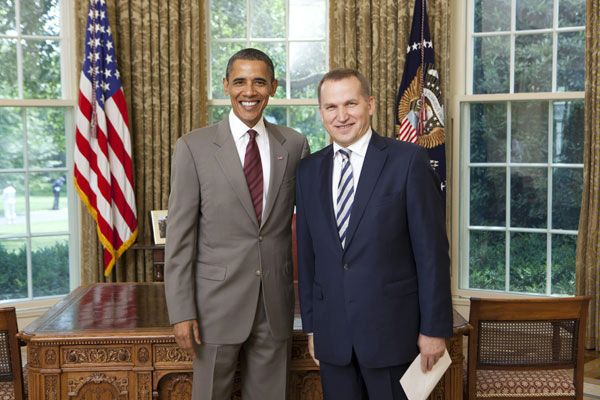
Президент США Барак Обама вітає посла України Олександра Моцика

- Радник-посланник
- Радник.

### Політична секція
- Радник
- Перший секретар
- Перший секретар (Конгрес)
- Перший секретар (Правові питання)
- Другий секретар
- Другий секретар (Конгрес, політологічні організації)

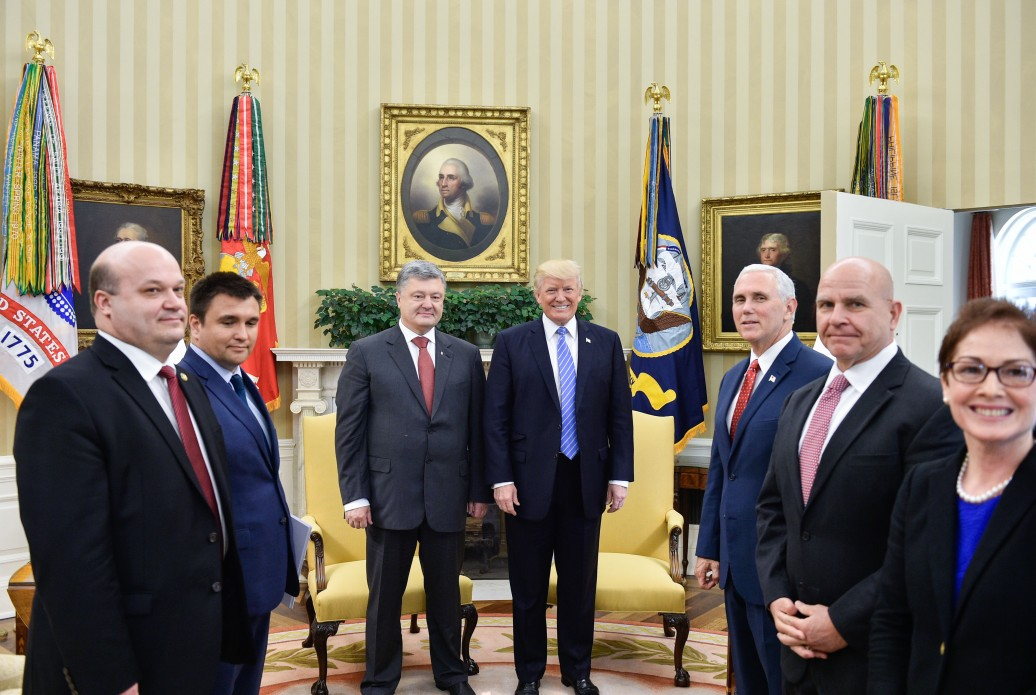
Посол України в США Валерій Чалий на зустрічі Президентів Петра Порошенка та Дональда Трампа в Білому домі 2017

- Третій секретар (Помічник Посла)
- Третій секретар
- Третій секретар (Прес-секретар)

### Економічна секція
- Перший секретар
- Перший секретар
- Перший секретар
- Перший секретар
- Головний спеціаліст

### Наукова-технічна секція

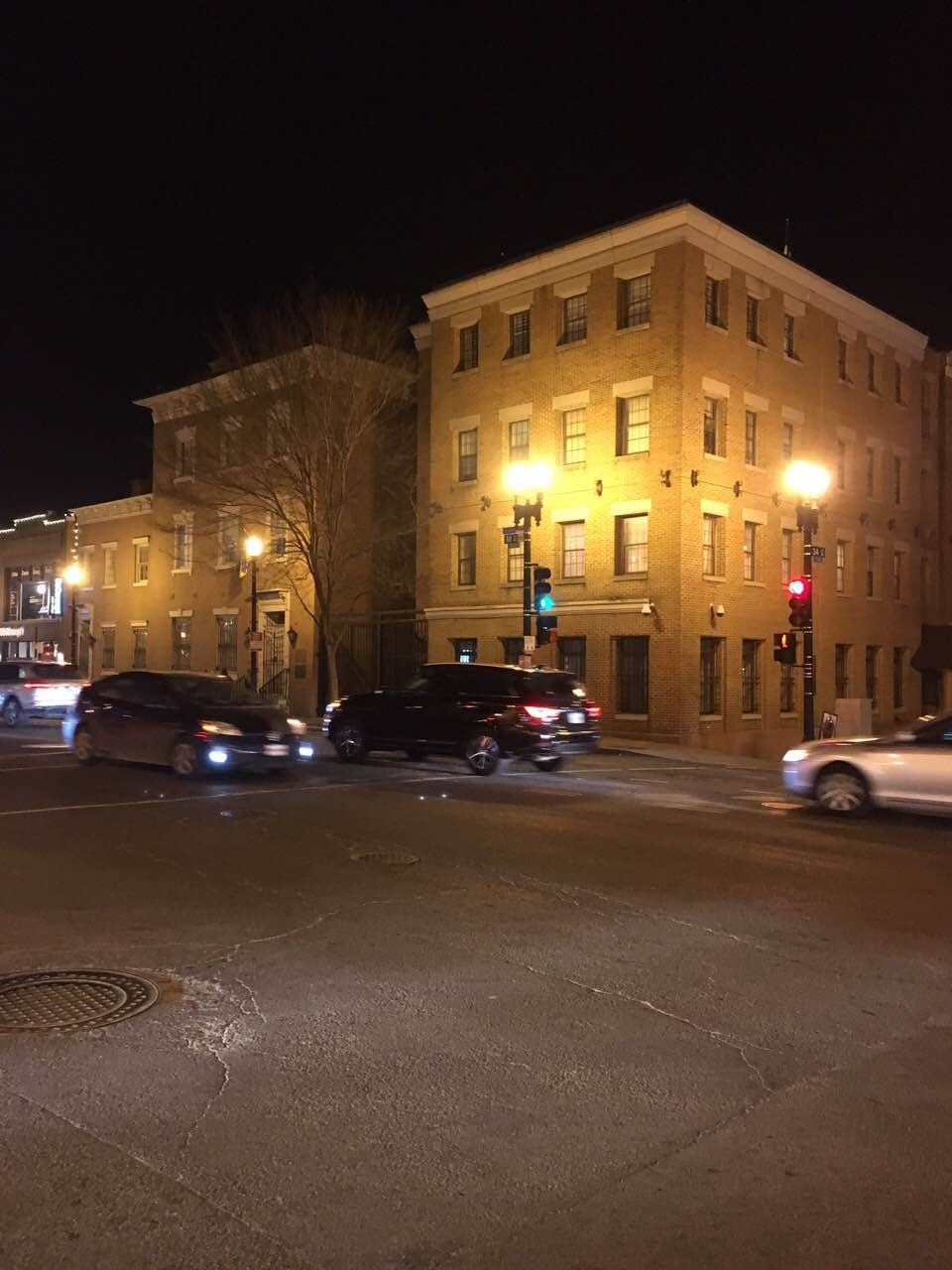
Посольство України у Вашингтоні, США, 2018

- Радник
- Перший секретар

### Культурно-інформаційна секція
- Радник (Зв'язки з українською громадою)
- Радник (КІЦ)
- Другий секретар (Культура)
- Спеціаліст
- Старший референт

### Консульський відділ
- Завідувач консульського відділу
- Консул (Перший секретар)
- Віце-консул
- Віце-консул
- Аташе

### Апарат аташе з питань оборони
- Аташе з питань оборони
- Військовий аташе
- Військово-морський аташе
- Військово-повітряний аташе
- Старший помічник аташе з питань оборони

## Адреса посольства
- 3350 M Street, NW., Washington D.C.20007, USA
- Сайт посольства: https://archive.today/20121222200212/www.mfa.gov.ua/usa

## Генеральне консульство України вЧикаго(США, 1992)
1. Олійник Анатолій Тимофійович (1992—1995)
2. Кирик Віктор Андрійович (1995—1999)
3. Базилевський Борис Миколайович (1999—2006)
4. Корзаченко Василь Григорович (2006—2008)
5. Кудрик Костянтин Ярославович (2008—2012)
6. Праведник Андрій Іванович (2012—2015)
7. Герасько Лариса Анатоліївна (2015—2020)
8. Коледов Сергій Володимирович (2020-)

## Генеральне консульство України вНью-Йорку(США, 1992)
1. Крижанівський Віктор Антонович (1992—1998)[8], Генеральний консул[9]
2. Корнійчук Євген Володимирович (1993—1998), віце-консул
3. Богаєвський Юрій Вадимович (1998—2000)
4. Погорельцев Сергій Олексійович (2000—2006)
5. Кириченко Микола Миколайович (2006—2009)
6. Погорельцев Сергій Олексійович (2009—2012)
7. Сибіга Ігор Іванович (2012—2018)
8. Голубов Олексій Іванович (2018-)

## Генеральне консульство України уСан-Франциско(США, 2003)

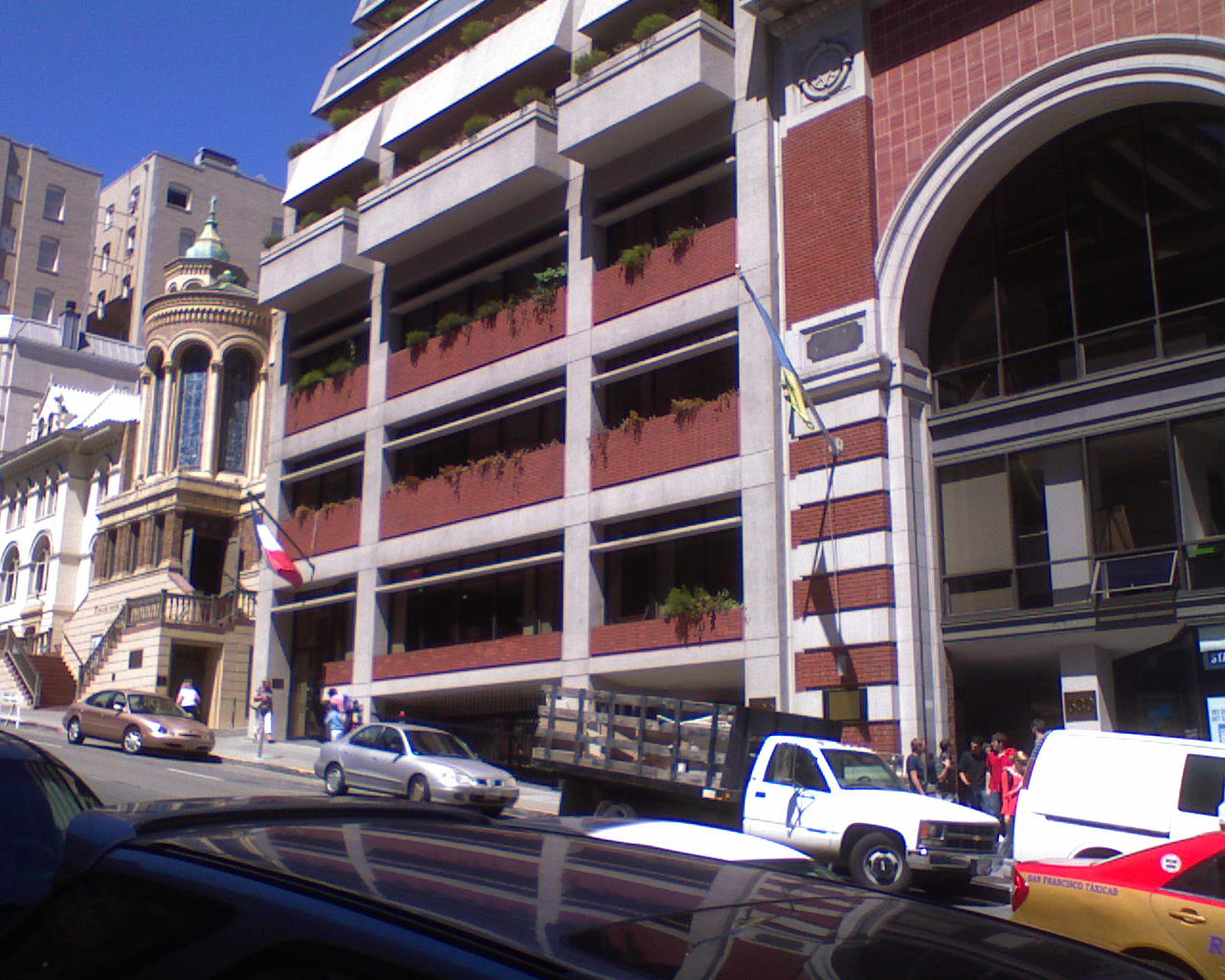
Генеральне консульство України в Сан-Франциско

1. Гребенюк Валерій Миколайович (2003—2005)
2. Точицький Микола Станіславович (2005—2008)
3. Барняк Тарас Михайлович (2008—2010)
4. Альошин Сергій Володимирович (2010—2019)
5. Кушнерук Дмитро Володимирович (2020-)

## Почесні консули України в США
- США: Бірмінгем (Рой Скот Колсон) (з 29.02.2008)
- США: Детройт (Богдан Федорак) (з 11.12.2001)
- США: Клівленд (Андрій Футей) (з 28.05.2002)
- США: Новий Орлеан (Едвард Томас Хейз) (з 26.11.2013)
- США: Сіетл (Валерій Голобородько) (з 12.10.2015)
- США: Солт-Лейк-Сіті (Джонатан Кевін Фрідман) (з 10.03.2008)
- США: Тусон (Тарас Варварів) (з 15.09.2009)
- США: Х'юстон (Григорій Бучай) (з 18.02.2000)
- США: Філадельфія (Ірина Мазур) (з 23.01.2020)[10]